# Свято-Троицкая церковь (Каракол)
Свято-Троицкая церковь — храм Бишкекской и Кыргызстанской епархии Русской православной церкви в городе Караколе в Киргизии. В церкви хранится чтимый список Тихвинской иконы Божией Матери.

## История
Город Караколь был основан в 1869 году бароном А. В. Каульбарсом. В том же году из Аксуйского укрепления была перевезена временная войлочная церковь. В 1870 году войлочные стены заменены деревянными. В 1876 году взамен этой церкви построили новый храм из сырцового кирпича, освящённый архиепископом Софонией в честь Святой Троицы. В 1889 году храм был полностью разрушен вследствие Чиликского землетрясения. Современная деревянная церковь построена на месте старого семьёй купцов Масликовых по индивидуальному проекту верненских инженеров. Освящена иерейским чином 12 ноября 1895 года.
В годы советской власти храм был закрыт и разграблен. Здание передали детской спортивной школе. Были разобраны четыре шатра, колокольня и два боковых крыльца, убраны кресты. В 1944 году церковь вернули православной общине согласно положению «О порядке открытия церквей». Началось постепенное восстановление храма, но в 1961 году его закрыли и вновь передали детской спортивной школе. Взамен верующим было предоставлено складское помещение неработающего хлебного завода за чертой города.
Спортивная школа размещалась в здании до 1982 года, после чего оно пустовало. В 1986 году начинается восстановление первоначального облика под руководством Г. С. Ковтуна. В 1989 году принято решение об открытии в здании краеведческого музея, но оно не было реализовано из-за политической обстановки.
В 1992 году православная община смогла вернуть себе храм, который к тому времени уже был ветхим и полусгнившим. Усилиями прихожан восстановление было закончено в 1995 году. Тогда же храм возвращён в собственность церкви.

## Архитектура
К концу XIX века деревянные храмы в российских городах уже не возводились, но поскольку почти все кирпичные храмы Семиречья к 1889 году оказались разрушенными землетрясениями, было решено строить сейсмоустойчивые деревянные храмы. В Туркестане начался новый расцвет деревянного храмового зодчества. Планы этих церквей создавались на основе крестово-купольной модели, но имели модификации, в основном вызванные невозможностью придать дереву округлую форму и плавные очертания.
Храм трёхнефный с прямоугольной апсидой. Длина храма составляет 35,5 метров, ширина — 18 метров, высота стен — 5,1 метра, высота нефов — 4,2 метра. Первоначально предполагалось построить храм в виде равноконечного креста, но позднее он приобрёл прямоугольно-ломанную конфигурацию. При строительстве был использован старый квадратный в плане кирпичный цоколь. Цоколь опирается на гранитные блоки и булыжный фундамент. Храм увенчан пятью главами. Крыльцо выложено из гранитных блоков, залитых цементным раствором. С западной стороны надстроена колокольня.